# Tama (gata)
Tama (たま?   29 de abril de 1999 – 22 de junio de 2015) fue una gata calicó que ganó fama por ser jefa de estación y directora de operaciones de Estación Kishi en la Línea Kishigawa en Kinokawa, Prefectura de Wakayama, Japón.

## Primeros años
Tama nació en Kinokawa, Wakayama, y se crio con un grupo de gatos callejeros que solían vivir cerca de la estación de Kishi. Eran alimentados regularmente por los pasajeros y por Toshiko Koyama, el administrador informal de la estación en ese momento.

## Carrera
La estación estuvo a punto de cerrar en 2004 debido a los problemas financieros de la línea ferroviaria. Por aquel entonces, Koyama adoptó Tama. Finalmente, la decisión de cerrar la estación se retiró después de que los ciudadanos exigieran que siguiera abierta. En abril de 2006, los Ferrocarriles Eléctricos de Wakayama despidieron a todas las estaciones de la Línea Kishigawa para reducir costes. Los jefes de estación fueron seleccionados entre los empleados de las empresas locales cercanas a cada estación, y Koyama fue elegido oficialmente como jefe de estación.
El 5 de enero de 2007, las autoridades ferroviarias otorgaron oficialmente a Tama el título de jefa de estación. Como jefa de estación, su principal cometido era recibir a los pasajeros.
En lugar de un salario anual, el ferrocarril proporcionó a Tama un año de comida para gatos y una placa de oro para su collar con su nombre y su cargo. Se diseñó y confeccionó especialmente un sombrero de jefe de estación a la medida de Tama, y se tardó más de seis meses en completarlo. En julio de 2008, también se le entregó a Tama un sombrero de verano para el tiempo más caluroso. La etiqueta dorada original de Tama fue robada por un visitante el 10 de octubre de 2007, pero rápidamente se hizo una réplica para sustituirla.
La publicidad del nombramiento de Tama provocó un aumento del 17% en el número de pasajeros de ese mes con respecto a enero de 2006; las estadísticas de pasajeros de marzo de 2007 mostraron un aumento del 10% con respecto al ejercicio anterior. Un estudio estimó que la publicidad que rodea a Tama ha aportado 1.100 millones de yenes a la economía local. A menudo se cita a Tama como parte de un fenómeno conocido en Japón como "Nekonomics" (ネコノミクス nekonomikusu?, lit., "economía del gato"), un juego de palabras con el término Abenomics. "Nekonomics" se refiere al impacto económico positivo de tener una mascota felina.
El 5 de diciembre de 2007, Tama fue reconocida como la ganadora del gran premio "Top Station Runner Award" del ferrocarril. La bonificación de fin de año se modificó por un juguete especial para gatos y una rebanada de cangrejo de celebración, con la que Tama fue alimentada por el presidente de la compañía.

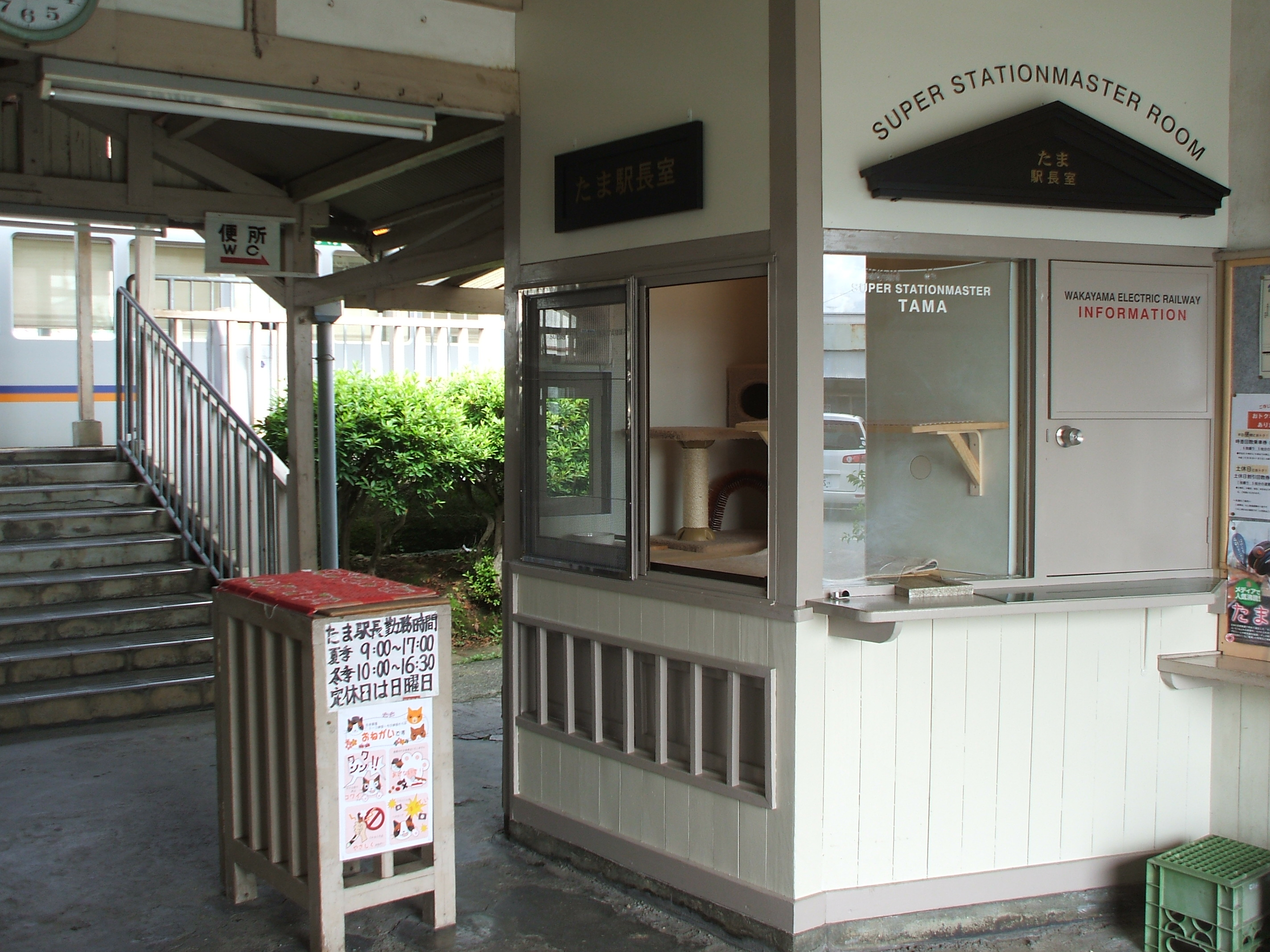
Oficina de Tama en la antigua estación de Kishi en junio de 2008

El 5 de enero de 2008, Tama fue ascendida a "superjefe de estación" en una ceremonia a la que asistieron el presidente de la empresa, el alcalde y unos 300 espectadores. Como resultado de su ascenso, era "la única mujer en un puesto directivo" de la empresa. Su nuevo puesto contaba con una "oficina" - una taquilla reconvertida que contenía una caja de arena. Su etiqueta dorada con su nombre fue modificada a una etiqueta dorada con fondo azul con una "S" de "super" añadida.
El 28 de octubre de 2008, Tama fue nombrada caballero y se le concedió el título de "Wakayama de Knight" (un juego de palabras con "It's got to be Wakayama" en japonés) por el gobernador de la prefectura, Yoshinobu Nishizaka, por su trabajo en la promoción del turismo local.

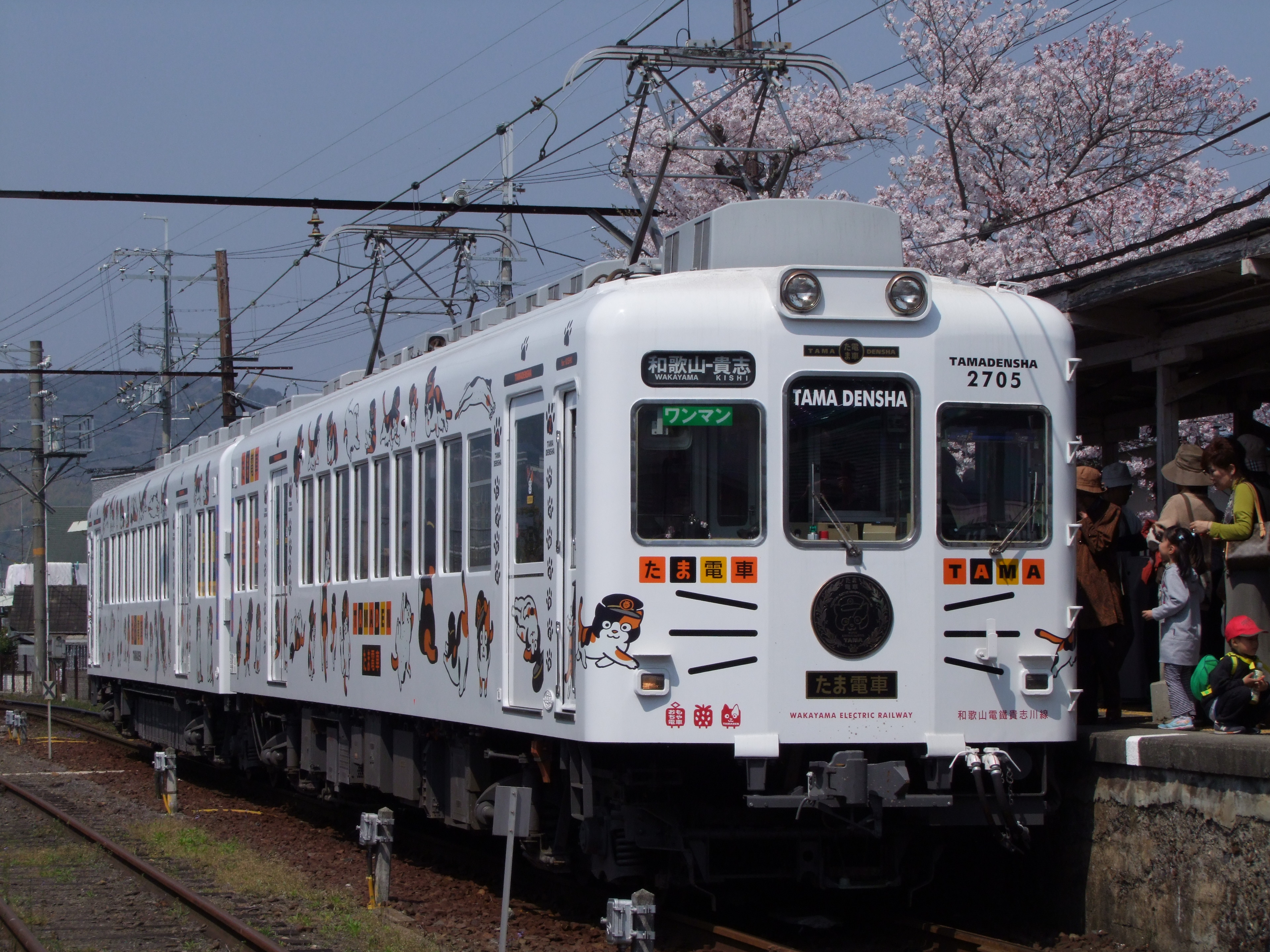
El tren "Tama Densha" en abril de 2009

A principios de 2009, los Ferrocarriles Eléctricos de Wakayama introdujeron un nuevo "tren Tama" (たま電車 Tama densha?) tren en la línea que estaba personalizado con representaciones de dibujos animados de Tama.
En enero de 2010, los responsables del ferrocarril ascendieron a Tama al puesto de "Oficial de Operaciones" en reconocimiento a su contribución a la ampliación de la base de clientes. Tama mantuvo el puesto de jefa de estación mientras asumía el nuevo cargo, y fue la primera gata en convertirse en ejecutiva de una corporación ferroviaria.
Su personal estaba formado por dos felinos ayudantes de jefe de estación: La hermana de Tama, Chibi (ちび?  nacida el 12 de mayo de 2000), y la madre de Tama, una gata atigrada de color naranja llamada Miiko (ミーコ?  3 de octubre de 1998 – 20 de julio de 2009).

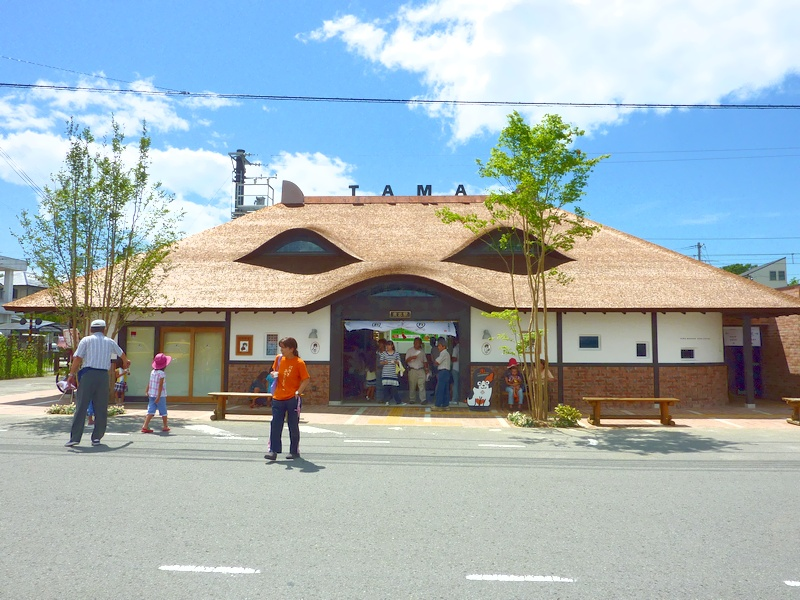
El edificio de la estación de Kishi, reconstruido para que parezca la cara de un gato, agosto de 2010

En agosto de 2010, en honor al tercer año de Tama como jefe de estación, el edificio de la estación de Kishi fue reconstruido con una nueva estructura que se asemeja a la cara de un gato. Tanto la remodelación del "tren de Tama" como la reconstrucción de la estación fueron supervisadas por el diseñador industrial Eiji Mitooka.
El 6 de enero de 2011, se celebró el cuarto año de Tama como jefa de estación con una ceremonia y su ascenso a "directora ejecutiva", tercera en la línea de gestión después del presidente de la empresa y el director general.
El 5 de enero de 2013, en la ceremonia de celebración de su sexto año como jefa de estación, Tama fue elevada a presidenta de honor de los Ferrocarriles Eléctricos de Wakayama de por vida.[cita requerida] En abril de 2013, se anunció que, debido a la creciente edad de Tama, su horario de trabajo se reduciría y solo estaría a la vista en la oficina de la estación de martes a viernes, una reducción de dos días respecto a su horario original de lunes a sábado.[cita requerida]

## Muerte y consagración

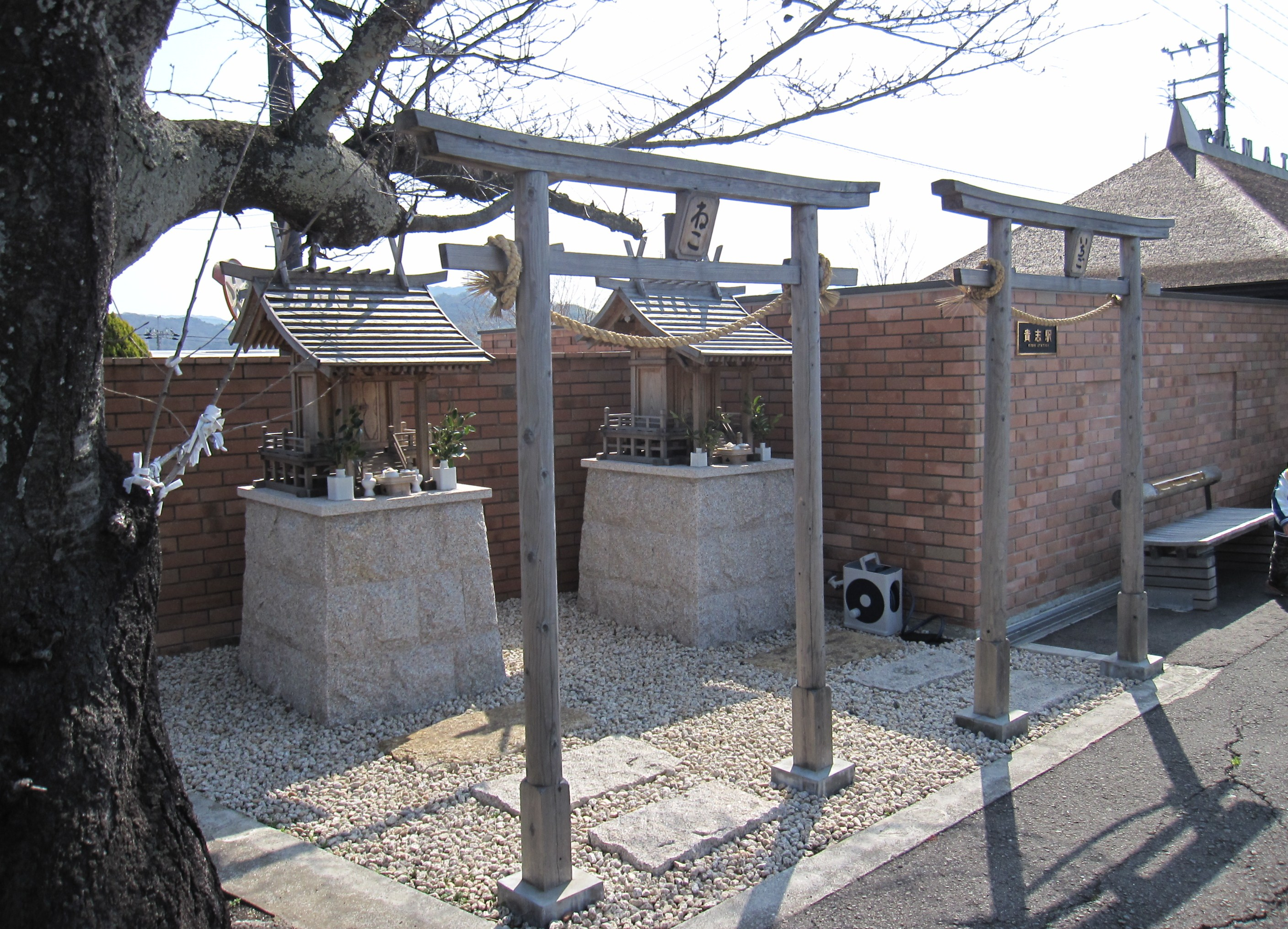
Santuario sintoísta junto a la estación de Kishi, donde se consagra a Tama

Tama murió el 22 de junio de 2015, a la edad de 16 años, de un aparente fallo cardíaco en un hospital de animales de la prefectura de Wakayama. Tras su fallecimiento, miles de sus fanes de todo Japón acudieron a presentar sus respetos. Se le rindió homenaje con un funeral de estilo sintoísta en la estación y se le concedió el título póstumo de "Jefa de Estación Eterna Honoraria".
Fue consagrada en un santuario sintoísta de gatos cercano como diosa espiritual  (たま大明神 Tama Daimyōjin?) el 11 de agosto de 2015. El "tren de Tama" fue redecorado para el luto y los primeros pasajeros ceremoniales fueron niños de una guardería local.
Tras el funeral, el presidente de los Ferrocarriles Eléctricos de Wakayama, Mitsunobu Kojima, y otros ejecutivos fueron a la zona del río Kishi donde nació Tama y seleccionaron piedras para construir su monumento. El nombre de Tama fue escrito en caligrafía por el presidente Kojima y tallado por un cantero. La placa y una estatua de bronce de Tama se encuentran en un pequeño santuario sintoísta, llamado Tama Jinja, junto a la estación.
Tras el tradicional periodo de luto de cincuenta días, Tama fue sucedida por su suplente, Nitama. El primer deber oficial de Nitama fue ser trasladada al santuario de su predecesora para presentar sus respetos.
En febrero de 2016, Tama se convirtió en la primera integrante del recién creado Salón de la Fama de Wakayama y se colocó una placa de bronce en relieve con la historia de su vida en la segunda planta de la Biblioteca de la Prefectura de Wakayama.
Todos los años, el 23 de junio, aniversario de la muerte de Tama, sus sucesores Nitama y Yontama son llevados a su santuario y el presidente de la empresa les hace ofrendas en su nombre.

## Sucesores

### Nitama
El 5 de enero de 2012, se dio a conocer la aprendiz oficial de Tama, llamada "Nitama" ("Segunda Tama"). Nacida en la ciudad de Okayama en 2010, Nitama fue rescatada de debajo de un vagón de tren y adoptada por Okayama Electric Tramway. Nitama se entrenó en la estación de Idakiso (a cinco paradas de distancia en la misma línea que la estación de Kishi) antes de ser elegida como aprendiz de Tama.
Nitama es una gata calicó de pelo medio y se distingue fácilmente de Tama y Yontama en las fotos por la longitud de su pelaje. A menudo se la dibuja como una entrañable pelusa en los materiales promocionales.
Tras la consagración de Tama en agosto de 2015, Nitama fue llevada al santuario para presentar sus respetos y luego fue instalada formalmente como nueva jefa de estación.

### Sun-tama-tama
"Sun-tama-tama" (un juego de palabras con "Santama", lit. "tercera Tama") era una gata calicó enviada para su entrenamiento en Okayama. Sun-tama-tama fue considerada como candidata a sucesora de Tama, pero el representante de Relaciones Públicas de Okayama que había estado cuidando de Sun-tama-tama se negó a renunciar a la gata, escribiendo: "No dejaré marchar a esta niña, se quedará en Okayama"."
Desde septiembre de 2018, Sun-tama-tama trabaja como jefa de estación en Naka-ku (Okayama) y aparece ocasionalmente en la cuenta de Twitter de Tama.

### Yontama
El 6 de enero de 2017, en el décimo aniversario del nombramiento de Tama como jefa de estación, Yontama ("Cuarta Tama"), una calicó de ocho meses, fue presentada como subordinada de Nitama y nueva jefa de estación de Idakiso, la estación en la que Nitama se formó, en sus días libres.

## En medios populares
Tama apareció en un documental sobre gatos titulado La Voie du chat en francés y Katzenlektionen en alemán de la cineasta italiana Myriam Tonelotto, emitido en el canal de televisión europeo ARTE en abril de 2009.
Tama aparece en la serie de Animal Planet, Amor de gatos. El presentador, John Fulton, la honró con una visita y una canción.
El 29 de abril de 2017, en el que habría sido su decimoctavo cumpleaños, Google homenajeó a Tama con un doodle de Google mundial.
En el capítulo 58 del manga japonés Noragami, publicado unos meses después de su muerte y deificación, los autores honraron a Tama con el "premio al novato del año" como nueva diosa de la fortuna en una clasificación dentro del universo de las deidades sintoístas más populares.

## Véase  también
- Gatos célebres
- Stubbs
- Ratonero Jefe de la Oficina del Gabinete
- Gatos del Hermitage